# 奥布鲁切夫环形山
奥布鲁切夫环形山（Obruchev）是月球背面位于智海南侧的一座古老大撞击坑，约形成于39.2-38.5亿年前的酒海纪，其名称取自俄罗斯地质学家、古生物学家暨地理学家弗拉基米尔·阿法纳西耶维奇·奥布鲁切夫（Vladimir Afanasyevich Obruchev，1863年-1956年），1970年被国际天文学联合会批准接受。

## 描述

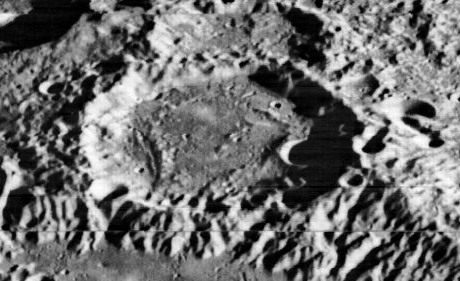
月球轨道器2号拍摄的南向斜视图

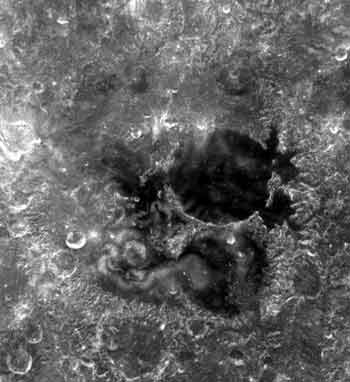
位于智海南面的奥布鲁切夫环形山(中下方)

该陨坑西侧靠近更大的伦德马克环形山、西北偏北毗邻略小的奥戴环形山，汤姆孙环形山和奥雷姆环形山分别位于东北偏北及东南，而往南稍远处则坐落了外形扭曲的克雷蒂安环形山。该陨坑中心月面坐标为38°40′S 162°26′E / 38.67°S 162.43°E，直径72.23公里，深度约2.77公里。
奥布鲁切夫环形山外观轮廓接近圆形，坑壁被严重损毁，现已成为一圈环坑底的参差、崎岖的山脊，南部部分覆盖在卫星坑壁“奥布鲁切夫 M”上。该陨坑西南侧边缘较平直，北侧壁分布有一系列的裂谷，而东北壁上则横跨了一座圆杯状的小陨坑。奥布鲁切夫环形山坑壁最大高出周边地形1300米，内部容积约4680km3。坑内地表相对平坦，但边缘区域较为崎岖，北部靠近内壁延伸着数道细长的山脊，沿西侧壁沿和内壁底各坐落了一座小陨坑，而南部也有一座被高反照率地表环绕的小穴坑，坑底中心点西侧矗立着二座小山丘。
该环形山在1970年被国际天文学联合会正式命名前，曾被称作“第426号陨石坑”。

## 卫星陨石坑
按惯例，最靠近奥布鲁切夫环形山的卫星坑在月图上以字母标注在该坑中心点的旁边。

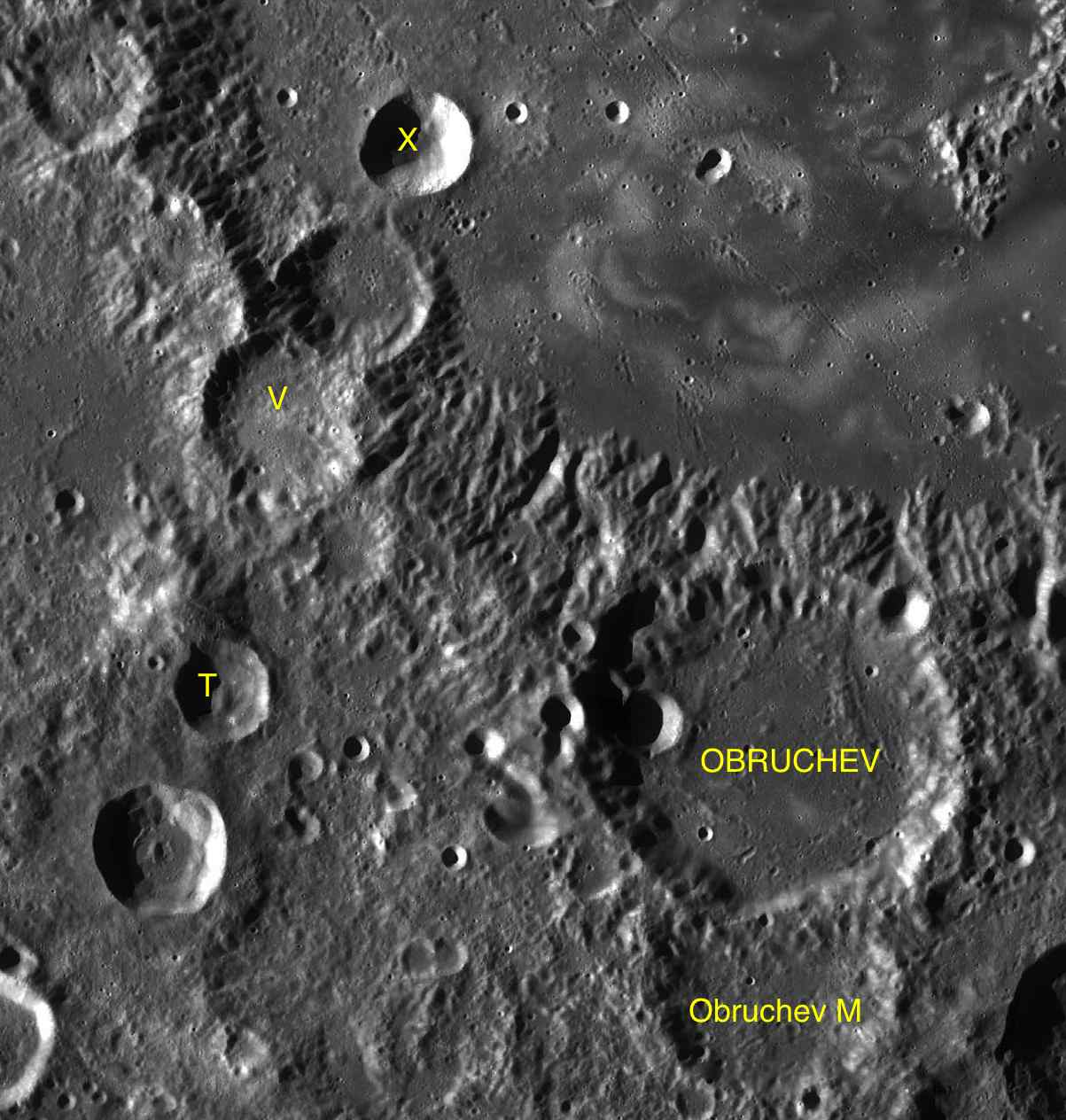
LAC-119 区域图

| 奥布鲁切夫 | 纬度    | 经度     | 直径    |
| ---------- | ------- | -------- | ------- |
| M          | 40.5° S | 162.2° E | 46 公里 |
| T          | 38.5° S | 157.7° E | 21 公里 |
| V          | 36.6° S | 158.3° E | 39 公里 |
| X          | 34.7° S | 159.5° E | 18 公里 |

## 另请参阅
- Andersson, L. E.; Whitaker, E. A. . NASA RP-1097. 1982.
- Blue, Jennifer. . USGS. July 25, 2007  [2007-08-05]. （原始内容存档于2013-02-13）.
- Bussey, B.; Spudis, P. . New York: Cambridge University Press. 2004. ISBN 978-0-521-81528-4.
- Cocks, Elijah E.; Cocks, Josiah C. . Tudor Publishers. 1995. ISBN 978-0-936389-27-1.
- McDowell, Jonathan. . Jonathan's Space Report. July 15, 2007  [2007-10-24]. （原始内容存档于2018-12-25）.
- Menzel, D. H.; Minnaert, M.; Levin, B.; Dollfus, A.; Bell, B. . Space Science Reviews. 1971, 12 (2): 136–186. Bibcode:1971SSRv...12..136M. doi:10.1007/BF00171763.
- Moore, Patrick. . Sterling Publishing Co. 2001. ISBN 978-0-304-35469-6.
- Price, Fred W. . Cambridge University Press. 1988. ISBN 978-0-521-33500-3.
- Rükl, Antonín. . Kalmbach Books. 1990. ISBN 978-0-913135-17-4.
- Webb, Rev. T. W.  6th revised. Dover. 1962. ISBN 978-0-486-20917-3.
- Whitaker, Ewen A. . Cambridge University Press. 1999. ISBN 978-0-521-62248-6.
- Wlasuk, Peter T. . Springer. 2000. ISBN 978-1-85233-193-1.